# Ankofa
Ankofa è una città e comune del Madagascar situata nel distretto di Maroantsetra, regione di Analanjirofo. 
La popolazione del comune rilevata nel 2001 era pari a 18 169 unità. Ankofa si trova sul fiume Antainambalana, poco a monte di Maroantsetra.